# Шептунова, Ирина Игоревна
Ирина Игоревна Шептунова (2 марта 1942, Майкоп — 23 декабря 2021, Москва) — искусствовед, индолог, специалист по искусству Индии XX века, в частности, Бенгальского Возрождения. Кандидат искусствоведения. Лауреат премии общества «Друзья Индии» «Сарасвати Самман» (1996). Заслуженный деятель искусств РФ (1998), автор ряда монографий, книг и статей по традиционному и современному искусству Индии, главный научный сотрудник Отдела Ближнего и Среднего Востока, Южной Азии и Центральной Азии и хранитель фонда искусства Индии Государственного музея Востока.

## Биография
Отец, Игорь Михайлович Шептунов (1918—1978) — филолог, славист, специалист по болгарскому фольклору, в частности, хайдуцкому эпосу. Поступил в аспирантуру ИРЛИ в Ленинграде, однако был призван на фронт. После войны окончил аспирантуру института Славяноведения АН СССР и стал научным сотрудником, а впоследствии и заместителем директора института.
Мать, Евгения Михайловна Быкова (1918—2015) — переводчица, специалист по грамматике бенгальского языка, преподаватель, составительница бенгальско-русского словаря (совместно с М. А. Елизаровой и И. С. Колобковым, 1957), старший научный сотрудник ИВАН СССР.
В 1964 году Ирина Игоревна окончила отделение искусствоведения исторического факультета МГУ им. Ломоносова (1959-64), защитив дипломную работу об искусстве Бенгальского Возрождения. Во время учёбы работала внештатным экскурсоводом в Государственном музее Востока (1960-64).
С 1964 по 1968 — младший научный сотрудник ГМИИ им. Пушкина.
С 1970 по 2003 — научный сотрудник Отдела искусства стран Азии и Африки Государственного института искусствознания.
В 1976 году в Институте истории искусств Министерства культуры СССР защитила диссертацию на соискание учёной степени кандидата искусствоведения по теме «Проблема традиции и новаторства в становлении современного искусства Индии: живопись Бенгальского Возрождения». После защиты диссертации совершила несколько командировок в Индию (1977, 1979, 1982); в 1983 г. — командировка в Индию и в Бангладеш.

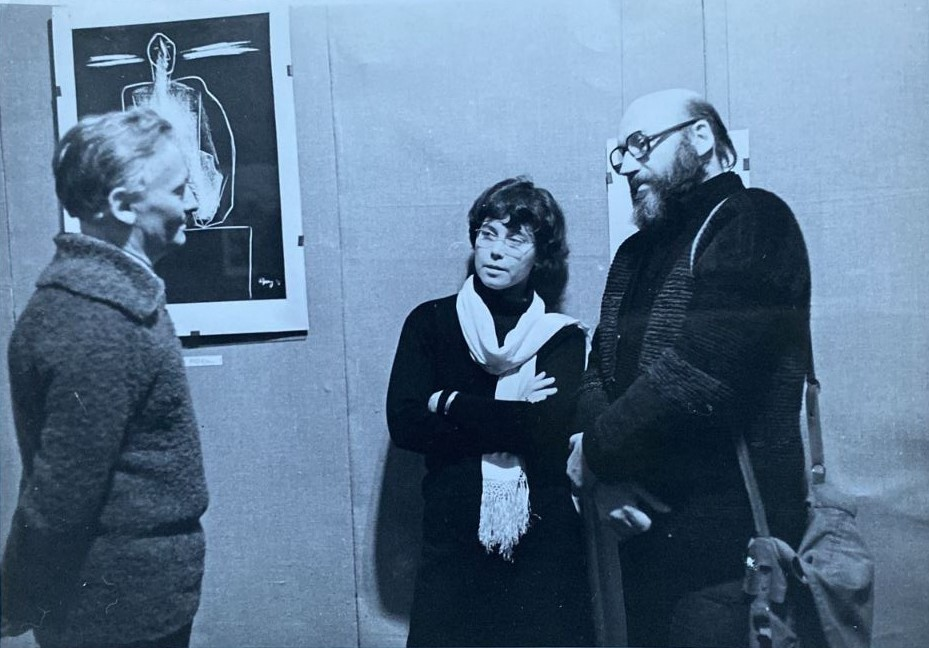
1983 г. На выставке работ индийских художников, подаренных Музею Востока. И. И. Шептунова в компании В. Г. Серебровского (справа) и С. И. Потабенко (слева) рядом с работой Джатин Даса. Фото из индийской газеты

Во время командировок Ирина Игоревна подружилась с некоторыми индийскими исследователями и художниками, которые передали ей свои работы для ГМВ. Благодаря ей коллекция музея пополнилась работами художников Джатин Даса, Манохара Каула и др. В начале 1983 года здесь прошла выставка «Современные художники Индии. Дар И. И. Шептуновой. Ко дню независимости Индии», где были представлены графические работы Джатин Даса, Р. Б. Бхаскарана, Ману и Мадхви Парекх.
В 1992 году Ирина Игоревна вновь пришла в Музей Востока в качестве научного сотрудника сектора Южной Азии. Здесь она многие годы руководила отделом Ближнего Востока, Южной и Центральной Азии, являлась хранителем фонда искусства Индии; участвовала в создании музейной постоянной экспозиции «Искусство Индии» и подготовке ряда больших концептуальных выставок, читала лекции, писала статьи и тексты к каталогам, выступала редактором сборников Научных сообщений музея. За время её работы было подготовлено факсимильное издание могольской рукописи «Бабур-наме» из ГМВ и полный каталог изобразительного искусства Индии XX века в собрании музея.
Мужем Ирины Игоревны был Николай Евграфович Григорович (1934—2007), искусствовед, специалист по изобразительному искусству стран Африки.

## Научные труды

### Монографии
- Шептунова, И.И. Живопись Бенгальского возрождения. — М.: Наука, 1978.
- Шептунова, И.И. Очерки истории эстетической мысли Индии в новое и новейшее время. — М.: Наука, 1984.

### Каталоги
- Бабур-наме. Миниатюры из собрания Государственного музея Востока. — Самара: Агни, 2005.
- Изобразительное искусство Индии XX века в собрании Государственного музея Востока. Каталог коллекции. — М.: ГМВ, 2016.

### Избранные статьи
- Три миниатюры школы «пахари» // Сокровища искусства стран Азии и Африки: сб. ст. М.: Изобр. иск-во, 1979. — Вып. 3. — С. 26-39.
- Неотантризм: мифотворчество в современном индийском искусстве // Современная художественная культура в странах Азии и Африки. М., 1986. С. 127—141.
- Колесница солнца — храм Сурьи в Конараке // Сад одного цветка: сб. науч. ст./ Отв. ред. Н. И. Пригарина. М.: Наука, 1991. С. 245—262.
- Хаос и гармония: проблема синтеза в искусстве Индии // Синтез в искусстве стран Азии. М.: Наука, 1993. С.74-104.
- Сосуд: метафора бытия // Невербальное поле культуры. Тело. Вещь. Ритуал: сб. науч. ст. / Отв.ред. Е. В. Антонова. М.: РГГУ, 1996. — С. 91-101.
- Шакти: вечные образы в искусстве Индии // Мир искусств: альманах. — М.: РИК Русанова, 1997. С. 179—198.
- «Васту-джняна» законы ваяния (по материалам средневекового индийского трактата «Вастусутропанишат») // Искусство Востока. Проблемы эстетического своеобразия: сб. ст. /Рос. акад. наук, Гос. ин-т искусствознания МК РФ; отв. ред. И. Р. Эолян. СПб.: Дмитрий Буланин, 1997. С. 219—236.
- Закладка садов Бабуром как аналог космогонического акта // Искусствознание / Гос. ин-т искусствознания. 2001. 1/01. С. 199—208.
- «Бабур-наме»: текст и иллюстрация // Научные сообщения Государственного музея искусства народов Востока. Вып. XXV. — 2002. — С. 160—190.
- Миниатюра эпохи Акбара // Абу-л Фазл Аллами. Акбар-наме. Самара, 2003. С. 353—366.
- Мастер и ученик в трактате «Вастусутропанишат» // Искусство Востока. Художественная форма и традиция: сб. ст. / Отв. ред. И. Ф. Муриан. СПб.: Дмитрий Буланин, 2004. С. 9-33.
- Три манускрипта «Бабур-наме». Опыт сравнительного анализа // Научные сообщения ГМВ. Вып. XXVI. М., 2006. С. 155—209.
- Сказка о ковре и самолёте // Искусство Востока. Миф. Восток. XX век. СПб., 2006. С.51-63.
- Бальчанд и Саади: «назира» перед лицом правителей (загадка одного сюжета из альбома Джахангира) // Культура Востока: Вып.2. Особенности регионального развития: Индия, Непал, Тибет / Отв.ред. и сост. Т. Е. Морозова. М.: КРАСАНД, 2009. С.38-62.
- Манаса: текст и пластический образ // Научные сообщения ГМВ. Вып. XXVII. М., 2016. С.312-333.